# ユー・ガット・ザ・シルヴァー
「ユー・ガット・ザ・シルヴァー」(You Got the Silver)は、ローリング・ストーンズの楽曲。1969年発表のアルバム『レット・イット・ブリード』収録。作詞・作曲はミック・ジャガーおよびキース・リチャーズ。

## 解説
キース・リチャーズが初めて全編リード・ボーカルをとった曲として知られる（彼がリード・ボーカルをとった作品としては、部分的には、それ以前に「昨日の出来事」や「地の塩」があった）。リチャーズはこの曲を「自分で書いた曲を始めてミックに聴かせた最初の曲の一つ」と語っている。録音は1969年2月から3月にかけて、ロンドンのオリンピック・スタジオで行われた一連のセッションの中で録音されている。ブライアン・ジョーンズが生前最後にレコーディングに参加した作品であるが、彼の弾くオートハープは極めて小さい音でミックスされている。
ブートレッグ等で出回っているようにミック・ジャガーが歌ったバージョンも存在するが、リチャーズのバージョンが公式アルバムに採用されるに至った経緯について、『レット・イット・ブリード』のレコーディングエンジニアを務めたグリン・ジョンズは、自著で以下のように述べている。
しかし、この曲はリチャーズのボーカル録りも含めて1969年2月のうちに完了しており、また、ジャガーの映画撮影も同年の7月上旬から9月中旬までの間で、しかもそれ以降もアルバムの制作は続けられており（全ての録音が完了したのは10月27日）、ジョンズの記憶違いの可能性が高い。なお、リチャーズは自身がこの曲でリードボーカルをとった理由について、「単に仕事量を分散させるためだ」と自著の中で明かしている。
1970年公開のミケランジェロ・アントニオーニの映画『砂丘』に使用された。

## レコーディング・メンバー
- キース・リチャーズ - ボーカル、アコースティック・ギター、エレクトリック・ギター
- ビル・ワイマン - ベース
- チャーリー・ワッツ - ドラムズ
- ブライアン・ジョーンズ - オートハープ
- ニッキー・ホプキンス - ピアノ、オルガン

## コンサート・パフォーマンス
この曲は、リリースから長らくストーンズのコンサートでは演奏されなかったが、1999年になってから演奏され始め、以降2006年-2007年、2013年-2014年、2016年、2018年-2019年の各ツアーでも披露されている。2008年公開のコンサート映画『ザ・ローリング・ストーンズ シャイン・ア・ライト』にライブパフォーマンスが収録されており、同コンサートのライブ・アルバム『シャイン・ア・ライト』にも収録された。

## カバー
- スーザン・テデスキ - ソロ・アルバム『Hope and Desire』（2005年）でカバー。